# Hendrik II van Borculo

Wapen van Borculo

Hendrik II van Borculo (?-1236) was heer van de heerlijkheid Borculo, burggraaf van Coevorden en heer van Drenthe.

## Biografie
Hendrik werd geboren als zoon van Hendrik I van Borculo en N.N. van Bredevoort (mogelijk een dochter van Gerhard III van Loon). Hendrik II moet voor 1231 met Euphemia van Coeverden zijn getrouwd, een dochter van burggraaf Rudolf II van Coevorden, aanvoerder van de opstandige Drenten in de Slag bij Ane van 1227. Hendrik en Euphemia kregen zover bekend ten minste een kind: Hendrik III van Borculo.
De Utrechtse bisschop Wilbrand van Oldenburg wees na de verwoesting van het kasteel en de stad van Coevorden de Drentse bezittingen van Rudolf toe aan Hendrik in het jaar 1231. Hendrik II had in 1232 een belangrijk aandeel in de overwinning van de Drenthen bij Nutzpete in Groningen op de bisschoppelijke troepen.
Op 25 mei 1236 verkocht Hendrik om onbekende redenen voor vijftig ponden de "villa" Groenlo aan Otto II van Gelre, graaf van Gelre en Zutphen om het daarna als leen weer terug te krijgen. Van de graaf kreeg hij toestemming om in Groenlo een kasteel te bouwen.
Na Hendriks dood hertrouwde Euphemia met graaf Herman van Loon van het graafschap Lohn.